# Rapsoda

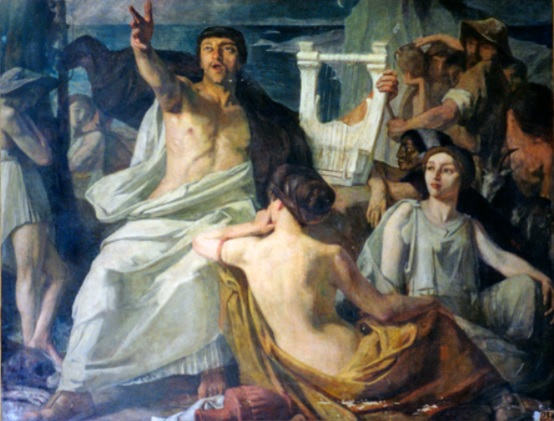
El rapsoda (Clovis Cazes, 1913)

En la Antigua Grecia un rapsoda (en griego, ῥαψῳδός) era un recitador de cantos de poesía épica. 
Se han propuesto dos posibles significados del término rapsoda que parten del poeta Píndaro. Según la  Ístmica IV, el rapsoda sería un «cantor con bastón»; según la Nemea II, significaría «aquel que cose cantos». El primer significado se relaciona con la palabra rapdos, una vara usada de alguna manera para acompañar su canto, quizá como símbolo de autoridad o para marcar el ritmo del canto o quizá tenía alguna otra función. La segunda propuesta se asocia al verbo ráptein y quizá el significado de coser era que los poemas estaban compuestos por una especie de costuras que permitían a los rapsodas recitar un trozo de los mismos o unirlos, a petición de los oyentes, pero también se ha propuesto que el significado estaría más bien relacionado con otra de las acepciones del verbo ráptein: urdir o tramar.
No hay unanimidad entre los estudiosos con respecto a la diferencia entre rapsodas y aedos. Pese a ello, suele mencionarse que   los aedos componían las obras que declamaban y las acompañaban tocando la lira mientras los rapsodas se limitaban a declamar y recitar las obras de otros. Sin embargo, hay testimonios antiguos que trataban ambos términos como idénticos. Así, a Homero suele describírsele más a menudo como un aedo pero, en un fragmento, Hesíodo dice que tanto él como Homero eran rapsodas.
Los rapsodas actuaban principalmente en festivales religiosos, compitiendo entre ellos, pero también en otras ocasiones, como funerales. A cambio recibían una contraprestación que a veces podía consistir en un gran premio pero otras sencillamente en alimentos.